# Надор (город)
Надо́р (араб. الناظور‎) — город в Марокко, расположен в Восточной области.

## История
В 1957 году испанцы вывели войска из Северного Марокко и Надор стал частью нового независимого королевства. В 1984 году в Надоре прошли массовые акции протеста, недовольство населения было вызвано экономическим застоем. В 1994 году граница с Алжиром была закрыта, это негативно повлияло на экономику Надора, а также на уровень торговли между двумя странами.

## Географическое положение
Центр города располагается на высоте 45 метров над уровнем моря.

## Демография
Население города по годам:
| 1982   | 2004    | 2012    |
| ------ | ------- | ------- |
| 62 040 | 126 207 | 152 341 |